# Sóc Trăng (provincie)
Sóc Trăng este o provincie în Vietnam.

## Județ
- Sóc Trăng
- Vĩnh Châu
- Châu Thành
- Cù Lao Dung
- Kế Sách
- Long Phú
- Mỹ Tú
- Mỹ Xuyên
- Ngã Năm
- Thạnh Trị
- Trần Đề

1. ↑   (PDF) https://monre.gov.vn/VanBan/Lists/VanBanChiDao/Attachments/3012/b4.6_Signed.pdf Lipsește sau este vid: |title= (ajutor)
2. ↑   https://www.gso.gov.vn/en/px-web/?pxid=E0201&theme=Population%20and%20Employment Lipsește sau este vid: |title= (ajutor)
3. ↑   https://mabuuchinh.vn/ Lipsește sau este vid: |title= (ajutor)
4. ↑   http://postcode.vn/ Lipsește sau este vid: |title= (ajutor)